# كود نيم إيجل
كود نيم إيجل (بالإنجليزية: Codename Eagle)‏ هي لعبة فيديو مطلق النار من منظور شخص أول تم تطويرها بواسطة ريفريكشن للألعاب ونشرتها تك-تو اترأكتيق . تم إصدار كود نيم إيجل في البداية في المملكة المتحدة في نوفمبر 1999 ، ولاحقًا في أمريكا الشمالية في مارس 2000.

## أحداث اللعبة
تدور أحداث اللعبة في روسيا في عام 1917 أي قبل الحرب العالمية الأولى يقوم اللاعب بالتحكم بشرطى سرى في منظمة سرية تدعى "Shadow Command" امر الظلال ويقوم هذا الشرطى بالدفاع عن القوات الوروبية ضد الغزو الروسي ويتم استخدام مركبات مثل الدبابات.

## مركبات
يتميز Codename Eagle بالمركبات التالية التي يمكن للاعب تشغيلها حسب الرغبة. تتضمن اللعبة مظلات للغوص خارج المركبات الجوية ، والتي يمكن فتحها وإغلاقها وإعادة فتحها مرات غير محدودة. يمكن إعادة تزويد المركبات بالوقود وإصلاحها بالعناصر التي يمكن التقاطها عبر الخريطة.

### المركبات البرية
- شاحنة (تحمل لاعبًا واحدًا ؛ بدون سلاح)
- دراجة نارية مع عربة جانبية (تحمل لاعبين ؛ يمكن للراكب الجانبي إطلاق النار من السيارة الجانبية)
- سيارة مصفحة (تتسع للاعب واحد ، وتتضمن برج رشاش)
- دبابة (تحمل لاعبًا واحدًا ؛ تتضمن مدفع دبابة)
- خزان اللهب (يحمل لاعبًا واحدًا ؛ يتضمن قاذف اللهب)

### المركبات الجوية
- مقاتلة ذات سطحين (تحمل لاعبًا واحدًا ، وبها مدفع رشاش وقنابل)
- قاذفة ذات سطحين (تحمل لاعبين ؛ بها مدفع رشاش وقنابل ، ومدفع رشاش ثان للركاب)
- مروحية هجومية (تحمل لاعبين ؛ يمكن للسائق إطلاق الصواريخ ويمكن للراكب إطلاق النار من مدفع رشاش)
- زبلن (يحمل سائقًا ومدفعيًا ، لكن يمكنه استيعاب العديد من اللاعبين ؛ بما في ذلك برج AA والقنابل)

### المركبات البحرية
- قارب طوربيد (لاعب واحد ، به مدفع رشاش)
- سفينة حربية (سائق واثنان من المدفعية ؛ أحدهما من طراز AA والآخر مدفع مدفعي)

### آخر
- مسدس AA ثابت
- مدفع مدفعي ثابت أسلحة

## روابط خارجية
- كود نيم إيجل في موبي غيمز
- كود نيم إيجل
- الموقع الرسمي